# 山高孝信
山高 孝信（やまたか たかのぶ、1950年9月30日 - ）は、千葉県我孫子市出身のプロゴルファー。

## 来歴
駒込高校出身。
19歳からゴルフを始め、1977年にプロ入りする。
1978年の千葉県オープンでは最終日に69をマークし、上原忠明・渡辺由己に次ぐと同時に工藤吉彦・常陸文男を抑え、井岡誠と並んでの3位タイに入った。
1996年には1994年のサントリーオープン以来2年ぶりのツアー出場 となったゴルフダイジェストトーナメントで初日に3アンダー68をマークし、渡辺司、デビッド・イシイ（アメリカ）、深堀圭一郎・友利勝良・謝錦昇（中華民国）と並んでの8位タイでスタートする。2日目には合田洋・藤木三郎・室田淳、ブライアン・ワッツ（アメリカ）、堀川昌利・小達敏昭・楠本研・高崎龍雄・河村雅之と並んでの38位タイで予選を通過。1991年の日本オープン以来の決勝ラウンド進出となった3日目は61位とし、最終日には再び68をマークして福沢孝秋・山本善隆・米山剛・真板潔・福永和宏と並んでの46位タイに入るが、同大会を最後にレギュラーツアーから引退。
2000年の日本プロシニアでは初日を3アンダー69の6位でスタートし、2日目には田中文雄・長谷川勝治と並んでの4位タイ、3日目には68をマークして渡辺と並んでの3位タイに着け、最終日には海老原清治と並んでの3位タイに入った。
2009年には所属する大栄カントリークラブで行われた「全日本ゴルフ指導者プロアマオープン」プロの部スクラッチ、2013年には同大会プロ新ペリアの部で優勝。
現在も大栄カントリークラブ所属で有限会社コンフォート・ゴトウ「FIVE-THREE GOLF」契約プロであり、成田市にある24時間営業のゴルフ練習場「ナガミネゴルフセンター」インストラクター、ラウンドレッスン専門のゴルフスクール「ルーベルゴルフ」コーチ。

## 主な優勝
- 2009年 - 全日本ゴルフ指導者プロアマオープン（プロの部スクラッチ）
- 2013年 - 全日本ゴルフ指導者プロアマオープン（プロ新ペリアの部）